# Затур'я
Затур'я (рос. Затурье) — присілок в Себезькому районі Псковської області Російської Федерації.
Населення становить 143 особи. Входить до складу муніципального утворення Муніципальне утворення Себеж.

## Історія
Від 2015 року входить до складу муніципального утворення Муніципальне утворення Себеж.

## Населення
| 2001 | 2002 | 2010 |
| ---- | ---- | ---- |
| 158  | ↘155 | ↘143 |